# Grand Prix Formule 1 van Rusland 2018
De Grand Prix Formule 1 van Rusland 2018 werd gehouden op 30 september op het Sochi Autodrom in Sotsji. Het was de zestiende race van het kampioenschap.

## Vrije trainingen

### Uitslagen
- Er wordt enkel de top-5 weergegeven.

| Vrije training 1 | Pos | No | Coureur          | Constructeur       | Tijd     |
| ---------------- | --- | -- | ---------------- | ------------------ | -------- |
| Vrije training 1 | 1   | 5  | Sebastian Vettel | Ferrari            | 1:34.488 |
| Vrije training 1 | 2   | 33 | Max Verstappen   | Red Bull-TAG Heuer | 1:34.538 |
| Vrije training 1 | 3   | 44 | Lewis Hamilton   | Mercedes           | 1:34.818 |
| Vrije training 1 | 4   | 77 | Valtteri Bottas  | Mercedes           | 1:34.999 |
| Vrije training 1 | 5   | 3  | Daniel Ricciardo | Red Bull-TAG Heuer | 1:35.524 |
| Vrije training 2 | Pos | No | Coureur          | Constructeur       | Tijd     |
| Vrije training 2 | 1   | 44 | Lewis Hamilton   | Mercedes           | 1:33.385 |
| Vrije training 2 | 2   | 77 | Valtteri Bottas  | Mercedes           | 1:33.584 |
| Vrije training 2 | 3   | 33 | Max Verstappen   | Red Bull-TAG Heuer | 1:33.827 |
| Vrije training 2 | 4   | 3  | Daniel Ricciardo | Red Bull-TAG Heuer | 1:33.844 |
| Vrije training 2 | 5   | 5  | Sebastian Vettel | Ferrari            | 1:33.928 |
| Vrije training 3 | Pos | No | Coureur          | Constructeur       | Tijd     |
| Vrije training 3 | 1   | 44 | Lewis Hamilton   | Mercedes           | 1:33.067 |
| Vrije training 3 | 2   | 77 | Valtteri Bottas  | Mercedes           | 1:33.321 |
| Vrije training 3 | 3   | 5  | Sebastian Vettel | Ferrari            | 1:33.667 |
| Vrije training 3 | 4   | 7  | Kimi Räikkönen   | Ferrari            | 1:33.688 |
| Vrije training 3 | 5   | 33 | Max Verstappen   | Red Bull-TAG Heuer | 1:33.937 |

Testcoureurs in vrije training 1:
 Antonio Giovinazzi (Sauber-Ferrari)
 Artem Markelov (Renault)
 Lando Norris (McLaren-Renault)
 Nicholas Latifi (Force India-Mercedes)

## Kwalificatie
Valtteri Bottas behaalde voor Mercedes zijn tweede pole position van het seizoen, nadat zijn teamgenoot Lewis Hamilton na een fout in zijn snelle ronde deze tijd niet meer kon verbeteren en de race als tweede start. De Ferrari-coureurs Sebastian Vettel en Kimi Räikkönen kwalificeerden zich als derde en vierde. Haas-rijder Kevin Magnussen werd vijfde, voor Esteban Ocon (Force India) en Charles Leclerc (Sauber). De top 10 werd afgesloten door Force India-coureur Sergio Pérez, Haas-rijder Romain Grosjean en Sauber-coureur Marcus Ericsson.
Een aantal coureurs moesten hun motor laten wisselen, waarbij zij allemaal het maximum aantal toegestane motoren per seizoen overschreden. Dit zijn Red Bull-coureurs Max Verstappen en Daniel Ricciardo, Toro Rosso-coureurs Pierre Gasly en Brendon Hartley en McLaren-coureur Fernando Alonso. Daarnaast lieten Verstappen en Ricciardo ook hun versnellingsbak wisselen, wat hen op vijf startplaatsen extra straf kwam te staan. Verstappen kreeg nog een extra straf van drie startplaatsen voor het negeren van een gele vlag in de kwalificatie. Hartley en McLaren-coureur Stoffel Vandoorne kregen later nog meer straffen; Hartley liet nog een paar onderdelen van zijn motor vervangen, terwijl Vandoorne zijn versnellingsbak moest laten wisselen.

### Kwalificatie-uitslag
| Pos                 | No | Coureur           | Constructeur         | Q1       | Q2        | Q3       | Grid |
| ------------------- | -- | ----------------- | -------------------- | -------- | --------- | -------- | ---- |
| 1                   | 77 | Valtteri Bottas   | Mercedes             | 1:32.964 | 1:32.744  | 1:31.387 | 1    |
| 2                   | 44 | Lewis Hamilton    | Mercedes             | 1:32.410 | 1:32.595  | 1:31.532 | 2    |
| 3                   | 5  | Sebastian Vettel  | Ferrari              | 1:33.476 | 1:33.045  | 1:31.943 | 3    |
| 4                   | 7  | Kimi Räikkönen    | Ferrari              | 1:33.341 | 1:33.065  | 1:32.237 | 4    |
| 5                   | 20 | Kevin Magnussen   | Haas-Ferrari         | 1:34.078 | 1:33.747  | 1:33.181 | 5    |
| 6                   | 31 | Esteban Ocon      | Force India-Mercedes | 1:34.290 | 1:33.596  | 1:33.413 | 6    |
| 7                   | 16 | Charles Leclerc   | Sauber-Ferrari       | 1:33.924 | 1:33.488  | 1:33.419 | 7    |
| 8                   | 11 | Sergio Pérez      | Force India-Mercedes | 1:34.084 | 1:33.923  | 1:33.563 | 8    |
| 9                   | 8  | Romain Grosjean   | Haas-Ferrari         | 1:34.022 | 1:33.517  | 1:33.704 | 9    |
| 10                  | 9  | Marcus Ericsson   | Sauber-Ferrari       | 1:34.170 | 1:33.995  | 1:35.196 | 10   |
| 11                  | 33 | Max Verstappen    | Red Bull-TAG Heuer   | 1:33.048 | geen tijd |          | 19   |
| 12                  | 3  | Daniel Ricciardo  | Red Bull-TAG Heuer   | 1:33.247 | geen tijd |          | 18   |
| 13                  | 10 | Pierre Gasly      | Toro Rosso-Honda     | 1:34.383 | geen tijd |          | 17   |
| 14                  | 55 | Carlos Sainz jr.  | Renault              | 1:34.626 | geen tijd |          | 11   |
| 15                  | 27 | Nico Hülkenberg   | Renault              | 1:34.655 | geen tijd |          | 12   |
| 16                  | 28 | Brendon Hartley   | Toro Rosso-Honda     | 1:35.037 |           |          | 20   |
| 17                  | 14 | Fernando Alonso   | McLaren-Renault      | 1:35.504 |           |          | 16   |
| 18                  | 35 | Sergej Sirotkin   | Williams-Mercedes    | 1:35.612 |           |          | 13   |
| 19                  | 2  | Stoffel Vandoorne | McLaren-Renault      | 1:35.977 |           |          | 15   |
| 20                  | 18 | Lance Stroll      | Williams-Mercedes    | 1:36.437 |           |          | 14   |
| 107% tijd: 1:38.878 |    |                   |                      |          |           |          |      |

## Wedstrijd
De race werd gewonnen door Lewis Hamilton, die zijn achtste overwinning van het seizoen behaalde. Valtteri Bottas lag een tijd lang voor zijn teamgenoot, maar kreeg van zijn team te horen dat hij Hamilton voorbij moest laten gaan en werd tweede. Sebastian Vettel reed na de pitstops nog enige tijd voor Hamilton, maar deze haalde hem korte tijd later in en Vettel eindigde als derde. Kimi Räikkönen werd vierde, voor de Red Bull-rijders Max Verstappen en Daniel Ricciardo, die zich vanuit het achterveld naar de vijfde en zesde plaats werkten. Charles Leclerc eindigde als zevende als de laatste coureur die in dezelfde ronde als de winnaar finishte. De top 10 werd afgesloten door Kevin Magnussen, Esteban Ocon en Sergio Pérez.

### Race-uitslag
| Pos. | No. | Coureur           | Constructeur         | Rondes | Tijd/Oorzaak uitval | Grid | Punten |
| ---- | --- | ----------------- | -------------------- | ------ | ------------------- | ---- | ------ |
| 1    | 44  | Lewis Hamilton    | Mercedes             | 53     | 1:27:25.181         | 2    | 25     |
| 2    | 77  | Valtteri Bottas   | Mercedes             | 53     | +2.545              | 1    | 18     |
| 3    | 5   | Sebastian Vettel  | Ferrari              | 53     | +7.487              | 3    | 15     |
| 4    | 7   | Kimi Räikkönen    | Ferrari              | 53     | +16.543             | 4    | 12     |
| 5    | 33  | Max Verstappen    | Red Bull-TAG Heuer   | 53     | +31.016             | 19   | 10     |
| 6    | 3   | Daniel Ricciardo  | Red Bull-TAG Heuer   | 53     | +1:20.451           | 18   | 8      |
| 7    | 16  | Charles Leclerc   | Sauber-Ferrari       | 53     | +1:38.390           | 7    | 6      |
| 8    | 20  | Kevin Magnussen   | Haas-Ferrari         | 52     | +1 ronde            | 5    | 4      |
| 9    | 31  | Esteban Ocon      | Force India-Mercedes | 52     | +1 ronde            | 6    | 2      |
| 10   | 11  | Sergio Pérez      | Force India-Mercedes | 52     | +1 ronde            | 8    | 1      |
| 11   | 8   | Romain Grosjean   | Haas-Ferrari         | 52     | +1 ronde            | 9    |        |
| 12   | 27  | Nico Hülkenberg   | Renault              | 52     | +1 ronde            | 12   |        |
| 13   | 9   | Marcus Ericsson   | Sauber-Ferrari       | 52     | +1 ronde            | 10   |        |
| 14   | 14  | Fernando Alonso   | McLaren-Renault      | 52     | +1 ronde            | 16   |        |
| 15   | 18  | Lance Stroll      | Williams-Mercedes    | 52     | +1 ronde            | 14   |        |
| 16   | 2   | Stoffel Vandoorne | McLaren-Renault      | 51     | +2 ronden           | 15   |        |
| 17   | 55  | Carlos Sainz jr.  | Renault              | 51     | +2 ronden           | 11   |        |
| 18   | 35  | Sergej Sirotkin   | Williams-Mercedes    | 51     | +2 ronden           | 13   |        |
| DNF  | 10  | Pierre Gasly      | Toro Rosso-Honda     | 4      | Remmen              | 17   |        |
| DNF  | 28  | Brendon Hartley   | Toro Rosso-Honda     | 4      | Remmen              | 20   |        |

## Tussenstanden wereldkampioenschap
Betreft tussenstanden voor het wereldkampioenschap na afloop van de race.

### Coureurs
| Positie | No. | Rijder           | Team                 | Punten |
| ------- | --- | ---------------- | -------------------- | ------ |
| 01      | 44  | Lewis Hamilton   | Mercedes             | 306    |
| 02      | 5   | Sebastian Vettel | Ferrari              | 256    |
| 03      | 77  | Valtteri Bottas  | Mercedes             | 189    |
| 04      | 7   | Kimi Räikkönen   | Ferrari              | 186    |
| 05      | 33  | Max Verstappen   | Red Bull-TAG Heuer   | 158    |
| 06      | 3   | Daniel Ricciardo | Red Bull-TAG Heuer   | 134    |
| 07      | 20  | Kevin Magnussen  | Haas-Ferrari         | 53     |
| 08      | 27  | Nico Hülkenberg  | Renault              | 53     |
| 09      | 14  | Fernando Alonso  | McLaren-Renault      | 50     |
| 10      | 11  | Sergio Pérez     | Force India-Mercedes | 47     |

### Constructeurs
| Positie | Team                 | Punten |
| ------- | -------------------- | ------ |
| 01      | Mercedes             | 495    |
| 02      | Ferrari              | 442    |
| 03      | Red Bull-TAG Heuer   | 292    |
| 04      | Renault              | 91     |
| 05      | Haas-Ferrari         | 80     |
| 06      | McLaren-Renault      | 58     |
| 07      | Force India-Mercedes | 35     |
| 08      | Toro Rosso-Honda     | 30     |
| 09      | Sauber-Ferrari       | 27     |
| 10      | Williams-Mercedes    | 7      |